# Ranchito de Huepac
Ranchito de Huepac är en ort i Mexiko.   Den ligger i kommunen Huépac och delstaten Sonora, i den nordvästra delen av landet, 1 600 km nordväst om huvudstaden Mexico City. Ranchito de Huepac ligger 622 meter över havet och antalet invånare är 182.
Terrängen runt Ranchito de Huepac är varierad. Runt Ranchito de Huepac är det glesbefolkat, med 10 invånare per kvadratkilometer. Närmaste större samhälle är San José, 15,5 km söder om Ranchito de Huepac. Omgivningarna runt Ranchito de Huepac är i huvudsak ett öppet busklandskap.